# Engaño mortal
Engaño mortal (título original: Blown Away) es una película canadiense de 1992 dirigida por Brenton Spencer con Corey Haim, Nicole Eggert y Corey Feldman como protagonistas principales.

## Argumento
Después de que su madre muriese en un misterioso accidente automovilístico, Megan, de 17 años, hija de un rico hombre de negocios, comienza a vivir un estilo de vida imprudente.
Un año después, un joven empleado de su padre, Rich Gardner, le salva la vida de un accidente con su caballo y se convierte así en su novio a pesar de la oposición de su padre. Motivado por su hermano mayor, Wes, que le resiente por ser el favorito de su padre y por no haber evitado que lo maltratase, y que también trabaja en el mismo lugar que Wes, él continúa la relación sexual a pesar de todo, que se vuelve apasionada.
Con el tiempo ella trata de convencerlo de que su padre mató a su madre, lo cual implicaría que también él debe morir. Adicionalmente Darla, la exnovia de Rich, que todavía está enamorado de él, muere bajo extrañas circunstancias. Rich no sabe qué hacer.
Un día Megan mata a su padre con una bomba en su motocicleta después de presuntamente haberle pegado fuerte y se lo dice a Rich antes de hacerlo, algo que Rich luego intentó evitar en vano. Aun así, sin embargo, pudo conversar con su padre, que le dijo antes de morir que era inocente. Rich es encerrado sospechoso de asesinato a causa de los acontecimientos. El detective Anderson, sin embargo, sospecha de Megan y trata de convencer a Rich de que la delate, pero no lo hace. Megan lo saca de la cárcel bajo fíanza y lo envía lejos del lugar con su coche asegurándole que todo irá bien. Antes de irse, él se despide de su hermano, que es inusualmente simpático. A medio camino Rich, empezando a sospechar de Wes y de Megan, investiga el coche de Megan por debajo y descubre allí una bomba. Se salva por los pelos e informa a Anderson de todo lo ocurrido.
Resulta que Wes y Megan son novios desde hace mucho tiempo. Orquestaron la muerte de los padres de Megan y de la exnovia de Rich, Darla, para poder conseguir así estar juntos y salirse con la suya queriendo implicar para ello a Rich en la muerte del padre de Megan. Luego quisieron matarlo y hacerlo parecer como un accidente como fue en el caso de la madre de Megan para así poder manipular a la policía a que cierre el caso y no investigue más al respecto. Rich los atrapa juntos en la misma noche, cuando pensaron, que se habían salido con la suya. Wes, tras confesar con malicia, intenta matarlo con su pistola, pero entonces Megan mata a Wes con su propia pistola e intenta incriminar a Wes por todo. Sin embargo Rich se da cuenta de la verdad y la hace confesar que ella lo planeó todo.
Ella intenta entonces matar a Rich en venganza por haber destruido sus planes, pero la policía, que estaba cerca, interviene con sus armas de fuego y la matan para salvar a Rich. Durante el acontecimiento Rich llevaba un micrófono puesto, colocado por la policía. Así él consigue exonerarse de todo lo ocurrido, pero también tiene el corazón vacío desde entonces, ya que todos, con los que tenía una relación afectiva, han muerto.

## Reparto
- Corey Haim como Rich Gardner.
- Nicole Eggert como Megan.
- Corey Feldman como Wes.
- Jean LeClerc como Cy (padre de Megan).
- Kathleen Robertson como Darla Hawkes.
- Gary Farmer como Detective Anderson.
- Jason Hopley como Rody.
- Alessandro Bandiera como Davis.
- Rob Stefaniuk como Dave.
- Rex Hagon como Marshall.
- Lindsay Jamieson como madre de Megan.